# Proslapska planina
Proslapska planina je planina u Bosni i Hercegovini.
Nalazi se u graničnom području Bosne i Hercegovine, zapadano od Gornjoramske kotline u općini Prozor-Rama. Izgrađena je od vapnenaca pa je bezvodna. Površina joj je prekrivena vrtačama (boginjavi krš)
U sjevernom podnožju Proslapske planine prolazi cesta između Prozor-Rame i Tomislavgrada.
Ova je planina visoka, gotovo posve ogoljela površina. S nje se uzdižu visovi Paćevo (1418 m) i Dašnik (1514 m). Prema istoku su padine prema Ramskom jezeru. Prema jugu i zapadu je planina Ljubuša. Vrh proplanka zove se Rat.